# Acidocroton adelioides
Acidocroton adelioides är en törelväxtart som beskrevs av August Heinrich Rudolf Grisebach. Acidocroton adelioides ingår i släktet Acidocroton och familjen törelväxter. Inga underarter finns listade i Catalogue of Life.